# Аніта Бреннер
Аніта Бреннер (уроджена — Ханна Бреннер) (англ. Anita Brenner; 13 серпня 1905, Агуаскальентес, Мексика — 1 грудня 1974, Охуелос-де-Халіско, штат Халіско, Мексика) — мексикансько-американська журналістка, антропологиня, мистецтвознавиця, историкиня, перекладачка, письменниця, культуртрегерка.

## Біографія
Народилася в єврейській сім'ї, яка емігрувала з Латвії до США, а потім переїхала до Мексики. Після початку Мексиканської революції родина землевласників Бреннерів втекла з країни до Сполучених Штатів.
У віці 18 років Аніта покинула коледж та повернулася до Мексики, щоб вивчати місцеву культуру. Вона була переконана, що мистецтво має відіграти головну роль у самовизначенні нової Мексики. Окрилена цією впевненістю, вона потоваришувала з ліберальними американськими журналістами та письменниками з кола Джона Дос Пассоса . Її перші журналістські роботи в журналі «Нейшн» та в Єврейському телеграфному агентстві були написані спеціально для створення позитивного образу Мексики як безпечної гавані для євреїв.
Починаючи з цих статей до кінця життя вона займалася популяризацією мексиканської культури серед американської публіки. 1925 року Аніта знову переїхала до Нью-Йорка й опублікувала англійською мовою свою найвідомішу книгу «Ідоли за вівтарями» — багатогранну картину індіанських традицій та сучасного мистецтва Мексики. Книга, в якій творчість Дієго Рівери та Хосе Ороско була представлена як продовження мексиканської народної культури, одразу стала популярною.
Закінчила Колумбійський університет. 1929 року захистила докторську дисертацію з антропології в Колумбійському університеті, пізніше отримала стипендію Ґуґґенгайма.
Спілкуючись у ліберальних колах, як журналістка The New York Times активно захищала республіканців, які потрапили в полон під час Громадянської війни в Іспанії. Будучи супутницею комуністичної партії, одночасно виступала з неприйняттям сталінізму.
Писала для троцькістських видань під псевдонімом Жан Мендес (Jean Mendez). 1933 року брала інтерв'ю у Троцького для «Нейшн», а через кілька років, коли той вирушив до Норвегії, вона зв'язалася з Дієго Ріверою і повідомила йому, що від'їзд Троцького з Європи — це питання життя та смерті. Рівера, у свою чергу, заступився за Троцького перед президентом Мексики Ласаро Карденасом, і той дав йому притулок. Аніта разом із відомим філософом Джоном Дьюї допомагала організувати втечу Троцького до Мексики.
У 1955 році заснувала журнал «Mexico / This Month» («Мексика / Цього місяця»).
Аніта Бреннер написала понад 400 статей для різних видань і десяток книг, зокрема книги «Вітер, що пронісся над Мексикою» — першої розповіді про Мексиканську революцію англійською мовою. Писала про художників, таких як Сікейрос, Хосе Ороско, Дієго Рівера, Франсіско Гойтія, Жан Шарло та багатьох інших, з більшістю з них вона була особисто знайома. Написала низку книг для дітей та юнацтва.
Незважаючи на велику роль, яку все життя відігравала Аніта у налагодженні відносин між Мексикою та США, у себе на батьківщині вона завжди була чужою. Коли уряд Мексики нагородив її орденом Ацтекського орла — найвищою нагородою, якою нагороджувалися іноземні громадяни, Бреннер відмовилася прийняти нагороду, заявивши, що народилася в Мексиці.
Загинула в автомобільній аварії 1974 року.

## Особисте життя
В 1930 вийшла заміж за Девіда Гласкера . Вони розлучилися в 1951 . У шлюбі народилося двоє дітей: Сюзанна Джоел Гласкер (1939—2013) та Пітер Гласкер (1936—2020) .

## Вибрані твори
- Idols Behind Altars: Modern Mexican Art and Its Cultural Roots. Payson & Clarke, New York 1929. Neuausgabe: Dover Publications, Mineola 2002, ISBN 978-0-486-42303-6 .
- Your Mexican Holiday. G. P. Putnam, New York 1931.
- Внутрішність технології на декоративному стилі в домашній Pottery of Culhuacan. Columbia University Press, New York 1934.
- The Wind that Swept Mexico: The History of the Mexican Revolution 1910—1942. Harpers, New York 1943. Neuausgabe: University of Texas Press, Austin 1984, ISBN 978-0-292-79024-7 .
- The boy who could do anything, & інші Mexican folk tales (1942) (ISBN 978-0-208-02353-7)
- The Wind that Swept Mexico; the History of the Mexican revolution, 1910—1942 (1943) (ISBN 978-0-292-79024-7)
- A hero by mistake (1953) (ISBN 978-0-201-09223-3) (у співавт.)
- Dumb Juan & the bandits (1957)